# Stockard Channing
Stockard Channing (nacida Susan Antonia Williams Stockard;  Nueva York, 13 de febrero de 1944) es una actriz estadounidense nominada a los premios Oscar y Globos de Oro; ganadora de tres premios Emmy y un Premio Tony. Saltó a la fama por su interpretación de la joven Betty Rizzo en la película Grease, de 1978, actuando junto a John Travolta y Olivia Newton-John. Su consolidación vino con su papel de la primera dama Abbey Bartlet en la serie de televisión de la NBC The West Wing. También ha destacado su participación en teatro con el papel de Beddy Dollon en el musical Mamma Mía!

## Biografía

### Primeros años
Stockard Channing nació en Nueva York, Nueva York, Estados Unidos, hija de Lester Napier Stockard, un magnate navegante, y de Mary Alice English. Susan creció en el Upper East Side y se hizo acreedora de la fortuna de su padre cuando este murió en 1950. Fue alumna de The Chapin School, una prestigiosa escuela de chicas de Manhattan, y posteriormente de The Madeira School en Virginia. Channing estudió luego historia y literatura en Radcliffe College y se graduó en 1965. Se casaría con su primer novio, Walter Channing, cuando tenía 19 años, del que tomaría su nombre artístico de "Stockard Channing", incluso después de su divorcio.

### Primeros años de carrera
Channing empezó su carrera de actriz con la compañía experimental Theatre Company de Boston, con la que realizó la obra de off-Broadway Adaptation/Next. En 1971, realizó su debut en Broadway con Two Gentlemen of Verona, de John Guare. Channing debutó en la pantalla chica con Sesame Street y posteriormente consiguió un papel protagonista en 1973 en el telefilme The Girl Most Likely To..., una comedia negra escrita por Joan Rivers.
Después de una serie de pequeñas interpretaciones en películas, Channing coprotagonizó junto a Warren Beatty y Jack Nicholson la película de Mike Nichols' Dos pillos y una herencia (1975). Pero sería en 1978, a la edad de 33 años, cuando consiguió el papel que le lanzaría a la fama: el de la joven Betty Rizzo en la película musical Grease. Este papel le proporcionó el premio de mejor actriz de reparto en los People's Choice Awards. Ese mismo año interpretó a la secretaria de Peter Falk en The Cheap Detective (Un detective barato).

### A la sombra de Rizzo
Channing protagonizó dos sitcoms para la CBS entre 1979 y 1980: Stockard Channing in Just Friends y The Stockard Channing Show. Después de un par de experiencias poco productivas en Hollywood, Channing volvió a sus raíces teatrales. Después de triunfar con la obra de Broadway, They're Playing Our Song (1980-81), repitió ese éxito como madre en la obra de Peter Nichols A Day in the Death of Joe Egg. Eso le permitió ganar en 1985 el Premio Tony a la mejor actriz.
Channing continuó su exitoso retorno a los escenarios trabajando nuevamente con John Guare. De hecho, recibió dos nominaciones más a los Tony por su trabajo en las obras The House of Blue Leaves (1986) y Six Degrees of Separation (1990) (por el que ganaría el Obie Award. Channing alternó su trabajo para televisión y fue nominada a los premios Emmy por la miniserie de la CBS Echoes in the Darkness (1987) y ganó el CableACE Award por el trabajo de Harvey Fierstein Tidy Endings (HBO, 1988).

### Channing se encuentra con el Óscar
La carrera cinematográfica de Channing dio un giro inesperado en 1993 cuando fue nominada a los premios Óscar y a los Globos de Oro por su interpretación de una marchante de arte del Upper East Side en Seis grados de separación. A partir de ahí, los papeles en Hollywood se multiplicaron con títulos como To Wong Foo, Thanks for Everything! Julie Newmar (con Patrick Swayze) y Smoke (con Harvey Keitel) (1995); un pequeño cameo en The First Wives Club, Íntimo y personal (con Robert Redford y Michelle Pfeiffer), y Moll Flanders (1996).
Channing también tuvo múltiples ofertas de televisión y teatro. Protagonizó el telefilme de USA Network An Unexpected Family y su secuela An Unexpected Life, en 1998.  Fue nominada a los Independent Spirit Award como mejor actriz de reparto por su trabajo de una mujer estéril en The Baby Dance (1998). Además, en teatro, trabajó en el Lincoln Center en la obra de Tom Stoppard Hapgood (1995) y en la adaptación de 1997 de la obra de Lillian Hellman The Little Foxes. Durante este período, puso la voz al personaje de Barbara Gordon en la serie Batman Beyond, y apareció en un episodio de la serie El rey de la colina.
Channing fue nominada nuevamente para los premios Tony en tres ocasiones por Six Degrees of Separation (1990), Four Baboons Adoring the Sun (1992) y El león en invierno (1999).

### Y llegóThe West Wing
En 1999, Stockard Channing aceptó el papel de la primera dama Abbey Bartlet en la serie de la NBC The West Wing. Empezó como estrella invitada en las dos primeras temporadas pero se convirtió en personaje habitual en 2001. En la séptima y última temporada de The West Wing (2005-2006), Channing apareció en tan solo seis episodios porque ya coprotagonizaba la sitcom de la CBS Out of Practice, junto a Henry Winkler. 
Channing recibió diferentes premios en 2002. Entre ellos, el Primetime Emmy como actriz de reparto en dramas por The West Wing. Ese mismo año, ganó otro Emmy y el Premio del Sindicato de Actores por su interpretación de Judy Sheppard en The Matthew Shepard Story, un docudrama sobre la muerte de Matthew Shepard. Finalmente,  en 2002 recibió el London Film Critics Circle Award por la mejor actriz del año por su interpretación en Oscuros negocios.

## Filmografía

### Cine y televisión
- Anatomía de un hospital (The Hospital) (1971), de Arthur Hiller.
- Up the Sandbox (1972), de Irvin Kershner.
- (Miriam) The Girl Most Likely To... (1973), de Lee Philips.
- Dos pillos y una herencia (The Fortune) (1975), de Mike Nichols.
- Sweet Revenge (1976), de Jerry Schatzberg.
- El autobús atómico (The Big Bus, 1976), de James Frawley.
- Grease (1978), de Randal Kleiser.
- Un detective barato (The Cheap Detective) (1978), de Robert Moore.
- The Fish That Saved Pittsburgh (1979), de Gilbert Moses.
- Safari 3000 (1982), de Harry Hurwitz.
- Orden de búsqueda (Without a Trace, 1983), de Stanley R. Jaffe.
- Se acabó el pastel (Heartburn, 1986), de Mike Nichols.
- Secretos indiscretos (The Men's Club) (1986), de Peter Medak.
- La fuerza del destino (A Time of Destiny), 1988), de Gregory Nava.
- Jóvenes intrépidos (Staying Together) (1989), de Lee Grant.
- Estos terrícolas están locos (Meet the Applegates, 1991), de Michael Lehmann.
- Casados con eso (Married to It, 1991), de Arthur Hiller.
- Lunas de hiel (Bitter Moon, 1992), de Roman Polanski.
- Seis grados de separación (Six Degrees of Separation) (1993), de Fred Schepisi.
- La madre de David (David’s Mother, 1994), de Robert Allan Ackerman.
- Smoke (1995), de Wayne Wang.
- A Wong Foo, gracias por todo, Julie Newmar (To Wong Foo, Thanks for Everything! Julie Newmar, 1995), de Beeban Kidron.
- Íntimo y personal (Up Close & Personal) (1996), de Jon Avnet.
- Moll Flanders (1996), de Pen Densham.
- The First Wives Club (1996), de Hugh Wilson.
- Juicios paralelos (The Prosecutors, 1996), de Rod Holcomb.
- Lily Dale (1996), de Peter Masterson.
- Prácticamente magia (Practical Magic, 1998), de Griffin Dunne.
- Una vida inesperada (An Unexpected Life, 1998), de David Jones.
- El baile de los bebés (The Baby Dance, 1998), de Jane Anderson.
- Al caer el sol (Twilight, 1998), de Robert Benton.
- Lulu on the Bridge (voz) (1998), de Paul Auster.
- The Venice Project (1999), de Robert Dornhelm.
- Other Voices (2000), de Dan McCormack.
- Ella es única (Isn't She Great, 2000), de Andrew Bergman.
- La fuerza del amor (Where the Heart Is, 2000), de Matt Williams.
- La verdad sobre Jane (The Truth About Jane, 2000), de Lee Rose.
- Oscuros negocios (The Business of Strangers, 2001), de Patrick Stettner.
- Siete días y una vida (Life or Something Like It, 2002), de Stephen Herek.
- Detrás de la puerta roja (Behind the Red Door, 2002), de Matia Karrell.
- Bright Young Things (2003), de Stephen Fry.
- La hermanastra (Confessions of an Ugly Stepsister, 2002), de Gavin Millar.
- Le Divorce (2003), de James Ivory.
- Anything Else (2003), de Woody Allen.
- Abby Singer (2003) (cameo)
- Hitler: El reinado del mal (Hitler: The Rise of Evil, 2003), de Christian Duguay.
- Red Mercury (2005), de Roy Battersby.
- ...Y que le gusten los perros (Must Love Dogs, 2005), de Gary David Goldberg.
- 3 Needles (2005), de Thom Fitzgerald.
- Out of Practice (2005-2006).
- The West Wing (1999-2006).
- Sparkle (2007).
- Sundays at Tiffany's (2010).
- Amor a primera visa (Pulling Strings, 2013), de Pedro Pablo Ibarra.

## Teatro
Obras representadas en Broadway:
- Other Desert Cities   (2011)
- Pal Joey  (2009)
- The Lion in Winter  (1999)
- The Little Foxes  (1997)
- Four Baboons Adoring the Sun  (1992)
- Six Degrees of Separation ( 1992)
- Love Letters  (1990)
- Woman in Mind (1988) - Off-Broadway -
- The House of Blue Leaves  (1986 )
- Joe Egg  (1985)
- The Golden Age (1984)
- The Rink  (1984)
- They're Playing Our Song  (1981)
- No Hard Feelings  (1973)
- Two Gentlemen of Verona  (1973)

## Premios y distinciones
Premios Óscar
| Año  | Categoría    | Película                  | Resultado |
| ---- | ------------ | ------------------------- | --------- |
| 1994 | Mejor actriz | Seis grados de separación | Nominada  |